# Tenjo Tenge
Tenjo Tenge (jap. 天上天下, Tenjō Tenge) ist eine Manga-Serie des japanischen Mangaka Oh! Great, die auch als Anime umgesetzt wurde. Sie lässt sich der Seinen-Kategorie zuordnen.
Tenjō Tenge („Himmel und Erde“) bezieht sich auf einen Ausspruch Siddhartha Gautamas, dem Gründer des Buddhismus. Kurz nach seiner Geburt zeigte er auf Himmel und Erde und sprach „Himmel und Erde müssen mich allein verehren.“ bzw. „Im Himmel und auf Erden gibt es niemand kostbareren/edleren als mich.“ (天上天下唯我独尊, tenjō tenge yuiga dokuson).

## Handlung
Bob Makihara (ボブ 牧原, Bobu Makihara) und Soichiro Nagi (凪 宗一郎, Nagi Sōichirō) sind neu auf der Todo-Akademie und haben es sich zur Aufgabe gemacht, diese Schule, wie viele andere Schulen vorher, zu unterwerfen. Beide prügeln sich gerne und sind bisher noch nie besiegt worden. Auch in dieser Schule klappt das anfangs reibungslos und sie beginnen sich durch die unteren Klassen zu schlagen. Doch plötzlich sieht sich Soichiro mit der wie ein kleines Kind aussehenden Maya Natsume (棗 真夜, Natsume Maya) konfrontiert. Diese ist jedoch kein Kind, sondern hat die Fähigkeit sich in ein solches zu verwandeln. Von der Rückverwandlung Mayas, in ihre normale Gestalt, vollkommen verblüfft, wird er von Maya mit ihrem Holzschwert aus dem Fenster geschlagen. Er fällt auf den Duschraum, bricht durch dessen Dach und findet sich in den Armen der nahezu unbekleideten Aya Natsume (棗 亜夜, Natsume Aya) wieder. Aya, die ebenfalls sehr schöne, jüngere Schwester von Maya, verliebt sich auf den ersten Blick in Soichiro, dem das allerdings überhaupt nicht recht ist.
Bob und Soichiro werden kurz darauf von dem sogenannten Exekutiv-Komitee verprügelt, einer Organisation der Schule, die die „unreinen“ Schüler bestraft. Obwohl die beiden sich eingestehen müssen, nicht die stärksten Schüler der Akademie zu sein, wollen sie Rache an dem Komitee üben. Um ihre Fähigkeiten zu verbessern, beginnen sie, im Budo-Club zu trainieren, den Maya leitet.
Es folgt eine Rückblende, die die Geschehnisse an der Todo-Akademie beleuchtet. Im Mittelpunkt steht hier Shin Natsume (棗 慎, Natsume Shin) der ältere Bruder von Maya und Aya, der genau wie Aya über das Ryugan oder Drachenauge verfügt. Allerdings gewinnen Shins übernatürliche Fähigkeiten mehr und mehr die Kontrolle über ihn und er beginnt immer gewalttätiger zu werden. Im Hintergrund wacht allerdings Mitsuomis Vater, Takayanagi Dougen, über Shins Entwicklung, die immer beunruhigender zu werden droht. Bunshichi Tawara (俵 文七, Tawara Bunshichi) gelingt es Shin noch einmal zur Vernunft zu bringen und in dieser Phase wird der Budo-Club gegründet. Maya und Mitsuomi verlieben sich in dieser Zeit ineinander, ein Umstand den Shin bemerkt und auch nicht gerne sieht.
Während eines Komplotts, in den die Takayanagi-Familie verwickelt scheint, verletzt Shin Mitsuomi schwer. Mitsuomi gewinnt durch diese Verletzung zwar die Fähigkeit, seinen Körper für kurze Zeit übermäßig zu belasten, allerdings fordert dies auch seinen Tribut.
In einem letzten Duell zwischen Mitsuomi und Shin wird Shin getötet und Maya schwört Rache.
Nach diesem Rückblick beginnt die Vorbereitung auf das große Schulturnier. Während die meisten Budo-Mitglieder härter denn je trainieren, erwartet Souichiro eine besondere Form der Ausbildung. In ihm fließt das Blut der Exorzisten, was ihm die Fähigkeit verleiht, die übernatürlichen Kräfte anderer gewissermaßen zu stehlen. Die Eigenschaft wird mit Hilfe der Oberhäupter der Familien des Takayanagi-Phönix erweckt.
Doch den Budo-Mitgliedern bleibt kaum Zeit ihre Fähigkeiten zu erhöhen, stellt sich ihnen doch eine neue Organisation namens „F“ in den Weg. Die Mitglieder von F sind allesamt Sprösse der Takayanagi-Phönix-Familien und zumindest vordergründig Mitsuomi loyal ergeben. Nach zwei Kämpfen mit F-Mitgliedern wird Souichiro von seinem Vater Souhaku Kago (寵 宗魄, Kago Souhaku) entführt, der ihn dazu bringt, immer wieder seine Fähigkeiten als Exorzist zu nutzen.
In einer gemeinsamen Aktion von Mitsuomi und Maya kann Souchiro jedoch aus den Klauen seines Vaters, dem dabei von Mitsuomi der Kopf abgeschlagen wird, befreit werden. Dabei fällt Maya allerdings in einen komaartigen Zustand aus dem sie auch mit Hilfe übernatürlicher Kräfte nicht befreit werden kann.
Zur gleichen Zeit hat Aya mit Hilfe ihrer Drachenaugen eine Vision von Ereignissen, die bereits 400 Jahre zurückliegen. So wird zunächst gezeigt, wie Oda Nobunaga von Kago Souhaku enthauptet wird. Im weiteren Verlauf sammeln sich verschiedene Mitglieder der übernatürlich begabten Familien des roten Gefieders, um Kago Souhaku zu besiegen. Dieser hat sich mit Hilfe der Prinzessin Senhime (千姫, Senhime) auf der Burg von Osaka verschanzt. Trotz großer Verluste scheint es, dass das Unternehmen, Kago Souhaku zu töten, erfolgreich ist. 20 Jahre später – nach dem Fall der Burg – kann Kago Souhaku jedoch wiedererweckt werden.
Die Handlung schwenkt dann zurück auf das nun beginnende Schulturnier, bei dem die Fehden der Vergangenheit entschieden werden sollen.

## Charaktere

### Budo-Club
Maya Natsume (棗 真夜, Natsume Maya)
Maya ist die gegenwärtige Anführerin des Budo-Club. Die meiste Zeit nimmt sie die Form eines kleinen Mädchens und zeigt ihre wahre Gestalt nur sehr selten. Schon früh wurde ihr aufgetragen über das Schwert Reiki zu wachen. Sie war die einzige Person, die ihren Bruder Shin kontrollieren konnte und schwor sich nach dessen Tod, Rache an ihrem ehemaligen Geliebten Mitsuomi zu nehmen.
Aya Natsume (棗 亜夜, Natsume Aya)
Maya jüngere Schwester ist unsterblich in Souichiro verliebt und plant fest, diesen zu ehelichen. Sie selbst verfügt über die Fähigkeit des Ryugan (Drachenauge), welches ihr erlaubt, Dinge aus der Zukunft und der Vergangenheit zu sehen. So ermöglicht das Ryugan ihr, eine Vision von Ereignissen vor 400 Jahren zu haben.
Soichiro Nagi (凪 宗一郎, Nagi Soichiro)
Soichiro war zeit seines Lebens ein Schläger, doch als er auf die Todou-Akademie kam, sah er sich gezwungen, dem Budo-Club beizutreten. Seine Familie hat die Fähigkeit der Ryuken (Drachenfaust), die es ihnen erlaubt, die Drachentore anderer zu assimilieren.
Bob Makihara (牧原 ボブ, Makihara Bob)
Soichiros Freund Bob hat ausländische Wurzeln, was man an seiner dunklen Haut und seinen Dreadlocks sieht. Bob benutzt im Kampf Capoeira-Techniken, um sich zu verteidigen.
Masataka Takayanagi (高柳 雅孝, Takayanagi Masataka)
Mitsuomis jüngerer Bruder ist unsterblich in Aya verliebt, die dies zu seinem Leidwesen nicht wahrnimmt. Wie sein Bruder ist auch er ein ausgezeichneter Kämpfer, obwohl er im Vergleich zu Mitsuomi recht zierlich wirkt.
Shin Natsume (棗 慎, Natsume Shin)
Wie Aya verfügte Shin über das Ryugan, allerdings war er dem schlechten Einfluss dieser Eigenschaft nicht gewachsen, so dass er zu einem Mörder wurde. Er ist der Gründer des Budo-Clubs und war während seiner gesamten Schullaufbahn Präsident des Exekutivkomitees. Er nahm sich das Leben, nachdem er den Kampf gegen seinen Freund Mitsuomi verloren hatte.
Kagesada Sugano (菅野 影定, Sugano Kagesada)
Eines der legendären Gründungsmitglieder des Budo-Klubs. Aber eigentlich ist er nur ein arroganter Schönling der gezwungen wurde beizutreten, damit die Mindestmitgliederzahl für die Klubgründung erreicht wird. Er bekommt den Spitznamen „Blödmann“, der ihn sein ganzes Schulleben verfolgt. Er bevorzugt es, wegzurennen und sich zu verstecken, anstatt zu kämpfen. Trotzdem ist seine Beliebtheit bei den Schülerinnen der Todo-Akademie ungebrochen und er besitzt regelrecht einen kleinen Harem. Nach Shins Tod absolviert er jeden Tag ein enorm aufwendiges Training, um etwas tun zu können, falls die Dinge sich wiederholen sollten.

### Exekutivkomitee
Mitsuomi Takayanagi: Der älteste Spross des Takayanagi-Clans war einst mit Shin Natsume eng befreundet und mit Maya zusammen. Allerdings wurde er von Shin schwer verletzt, was seinen Stoffwechsel immer wieder für kurze Zeit beschleunigt. Dies verleiht ihm zwar große Kraft, allerdings geht dies auf Kosten seiner Gesundheit. Nach Shins Tod wurde er Vorsitzender des Exekutivkomitees.

Bunshishi Tawara: Bunshishi war eines der Gründungsmitglieder des Budo-Clubs und Shin nahezu ebenbürtig. Er verfügt außer seiner Körperkraft über keine übernatürlichen Kräfte. Nach Shins Tod zog er sich weitestgehend vom Budo-Club und vom Exekutivkomitee zurück. Außerdem war er der beste Freund von Shin.

### F
Souhaku Kago: Der unsterbliche Vater Soichiros ist in der Lage, Qi zu manipulieren, wodurch er kürzlich verstorbene Lebewesen wieder beleben kann. Mehrere Attentate auf ihn, bei denen er mutmaßlich schon tot war, waren doch vergebens, da sein Auge von seinen Dienern stets in einen neuen Körper eingepflanzt wurde. Derzeit wohnt er seinem Sohn Soichiro inne.

## Stil
Tenjo Tenge zeichnet sich durch einen sehr hochqualitativen und detailreichen Zeichenstil aus. Des Weiteren sind neben den Elementen eines actionlastigen Mangas auch andere Genreelemente vorhanden, so sind die Zeichnungen oftmals sehr ecchilastig. Das heißt, oftmals werden Charaktere halbnackt oder in Positionen, die einen sexuellen Kontext suggerieren, gezeigt. Besonders auffällig ist die Betonung bestimmter körperlicher Attribute wie übermäßig definierter Muskeln bei männlichen Charakteren oder großen Brüsten sowie langen Haaren und Beinen bei den weiblichen Charakteren.
Zusätzlich zu dem ecchilastigen Zeichenstil gibt es bei Tenjo Tenge auch andere Formen des Fanservice: An verschiedensten Stellen im Manga werden historische und technische Hintergründe beleuchtet, die für die Handlung nicht wichtig sind.

## Veröffentlichungen
Tenjo Tenge erschien in Japan von 1998 bis 2010 in Einzelkapiteln im Manga-Magazin Ultra Jump, in dem unter anderem auch Kazushi Hagiwaras Bastard!! und Aoi Nanases Puchimon veröffentlicht werden. Der Shūeisha-Verlag fasste die 136 Einzelkapitel in 22 Tankōbon-Sammelbänden zusammen.
Die Manga-Serie wird ins Englische, Französische, Spanische, Italienische und Deutsche übersetzt. Auf Deutsch erschien die Manga-Serie von 2006 bis 2011 bei Planet Manga. Zwischen September 2014 und Juni 2016 wurde die Serie komplett als 2-in-1-Omnibusfassung namens Tenjo Tenge Max veröffentlicht.

## Verfilmung
Studio Madhouse produzierte auf der Grundlage des Mangas eine 24-teilige Fernsehserie, die vom 1. April 2004 bis zum 16. September 2004 auf dem japanischen Fernsehsender TV Asahi ausgestrahlt wurde. Vom selben Studio stammen auch zwei OVA-Folgen zur Serie, die im Frühjahr 2005 in die japanischen Läden kamen.
Später wurde auch ein Kinofilm namens The past Chapter entwickelt, der sich aber nur um die Vergangenheit dreht und aus Ausschnitten der Serie besteht.
In Deutschland, Österreich und der Schweiz ist die Serie komplett auf Deutsch bei Anime Virtual zwischen 2005 und 2006 auf insgesamt 7 DVDs erschienen. Am 28. April 2008 gab es eine Neuveröffentlichung der Serie in zwei DVD-Boxen inklusive des Soundtracks. Der Soundtrack ist in Deutschland zudem bei Wasabi Records auf CD erschienen.

## Synchronisation
| Rolle               | Japanischer Sprecher (Seiyū) | Deutscher Sprecher                                  |
| ------------------- | ---------------------------- | --------------------------------------------------- |
| Sōichirō Nagi       | Sōichirō Hoshi               | Fabian Hollwitz                                     |
| Bob Makihara        | Shin’ichirō Miki             | Jan-David Rönfeldt                                  |
| Aya Natsume         | Minori Chihara               | Sonja Spuhl                                         |
| Maya Natsume        | Aya Hisakawa                 | Marie-Luise Schramm (Kind) Julia Ziffer (Erwachsen) |
| Masataka Takayanagi | Tomokazu Seki                | Raúl Richter                                        |
| Mitsuomi Takayanagi | Toshiyuki Morikawa           | Michael Deffert                                     |
| Emi Isuzu           | Haruhi Terada                | Melanie Hinze                                       |
| Chiaki Kounoike     | Ryōko Shiraishi              | Giuliana Jakobeit                                   |
| Tsutomu Ryūzaki     | Kenji Hamada                 | Rainer Doering                                      |
| Kōji Sagara         | Kenta Miyake                 | Hans Hohlbein                                       |
| Bunshichi Tawara    | Kazuki Yao                   | Matthias Klages                                     |